# Pelophryne api
Pelophryne api és una espècie d'amfibi que viu a Malàisia i, possiblement també, a Brunei.